# Dušan Bogdanović
 (mars 2019).
Si vous disposez d'ouvrages ou d'articles de référence ou si vous connaissez des sites web de qualité traitant du thème abordé ici, merci de compléter l'article en donnant les références utiles à sa vérifiabilité et en les liant à la section « Notes et références ».
Pour les articles homonymes, voir Bogdanović.
Dušan Bogdanović (né à Belgrade en 1955) est un compositeur et guitariste américain d'origine serbe. Il a exploré de nombreux langages musicaux, ce qui fait de son style une synthèse unique de musique classique, de jazz et de musique du monde. Que ce soit comme soliste ou avec d’autres artistes, il a fait des tournées partout en Europe, en Asie, et aux États-Unis. Il a joué en concert et enregistré avec des ensembles de chambre de diverses orientations stylistiques dont le Trio De Falla, et a collaboré en jazz avec, entre autres, James Newton, Milcho Leviev, Charlie Haden, Miroslav Tadic et Bruce Arnold. Une soixantaine de ses œuvres sont publiées, allant des œuvres pour guitare et pour piano à la musique de chambre et d’orchestre (Éditions Doberman, Berben, Guitar Solo Publications, et al.). Sa discographie compte une vingtaine d’enregistrements sur diverses étiquettes (Intuition, Guitar Solo Publications, Éditions Doberman, M.A. Recordings etc.) où l’on trouve aussi bien des sonates en trio de Bach que des œuvres contemporaines.
Parmi ses commandes les plus récentes, on retient un ballet-poème intitulé Crow, donné en première par la Pacific Dance Company au Los Angeles Theater Center ; Sevdalinka, un sextuor écrit pour le Guitar Duo Newman-Oltman avec le Turtle Island Quartet donné en première au Merkin Hall à New York ; Canticles, composé pour le duo Gruber-Maklar ; To Where Does The One Return, pièce multimédia pour seize gongs en céramique, une collaboration avec le sculpteur Stephen Freedman, donnée en première à Hilo, Hawaii ; Games, commandé par le Festival BluePrint, dédié à David Tanenbaum et Nicole Paiement ; Byzantine Theme and Variations, donné en première par James Smith avec le quatuor Armadillo ; les pièces écrites pour le pianiste Fabio Luz, ainsi que plusieurs pièces pour guitare écrites pour Alvaro Pierri, David Starobin, William Kanengiser, Eduardo Isaac, Zoran Dukic et d’autres.
Bogdanovic a achevé ses études de composition et d’orchestration au conservatoire de Genève avec P. Wissmer, et sa formation en interprétation à la guitare classique avec Maria Livia São Marcos. En tout début de carrière, il a reçu le seul premier prix au Concours international d'exécution musicale de Genève et a fait ses débuts au Carnegie Hall en 1977, où il fut chaleureusement acclamé. Après avoir enseigné à l'Académie de Belgrade et au San Francisco Conservatory (1990-2007), il enseigne présentement à la Haute école de musique de Genève.
Son œuvre théorique pour guitare Éditions Berben, comprend Polyrhythmic and Polymetric Studies, un ouvrage bilingue qui porte sur le contrepoint à trois voix, sur l’improvisation dans le style de la Renaissance. Son dernier livre Ex Ovo, une collection d’essais pour compositeurs et improvisateurs publié par les Éditions Doberman, sera bientôt suivi par L’harmonie pour guitare, présentement en préparation chez le même éditeur.

## Enregistrements (liste partielle)
- Worlds, M.A Recordings, M.A 009A (1989)
- Keys to Talk by, M.A Recordings, M.A 019A (1992)
- Bach with Pluck! ESS.A.Y Recordings, ESS.A.Y CD1023 (1992)
- Levantine Tales, M.A Recordings, M.A 013A (1992)
- Bach with Pluck! Vol.2, ESS.A.Y Recordings, ESS.A.Y CD1039 (1994)
- In the Midst of Winds, M.A Recordings, M.A 023A (1994)
- Mysterious Habitats, Guitar Solo Publications, GSP 1014CD (1995)
- Unconscious in Brasil, Guitar Solo Publications, GSP 1017CD (1999)
- Yano Mori, Intuition Records, INT 3510-2 (1999)
- Canticles, Éditions Doberman, DO 339 (2001)
- Early To Rise, Quicksilver Records, QSCD 4025(2003)
- And Yet…,Éditions Doberman, DO 458 (2005)
- Winter Tale, Éditions Doberman, DO 667 (2008)

## Œuvres (liste partielle)
Guitare seule
- Sonata no.1 (1978), Berben 2445
- Introduction, Passacaglia and Fugue for the Golden Flower (1985), Berben 3015
- Sonata no.2, (1985), Berben 2581
- Polyrhythmic and Polymetric Studies, (1990), Berben 3320
- Raguette no.2, (1991), Berben 3601
- Six Balkan Miniatures (1991), Guitar Solo Publications 79
- In Winter Garden (1996), Guitar Solo Publications 163
- Three African Sketches (1996), Guitar Solo Publications 195
- Book of the Unknown Standards (1997), Doberman 267
- Three Ricercars (1998), Doberman 258
- Triptico en Omenaje a Garcia Lorca (2002), Doberman 532
- Hymn to the Muse (2003), Doberman 525
- Fantasia (hommage a Maurice Ohana) (2009), Doberman 697

Musique de chambre avec guitare
- Sonata Fantasia, 2 guitars (1990-91), Berben 3501
- No Feathers on This Frog, 2 guitars (1990), Doberman 300
- Canticles, 2 guitars (1998), Doberman 281
- Tres Nubes, 2 guitars (2004), Doberman 488
- Tombeau de Purcell, 2 guitars (2004), Doberman 504
- Trio, 3 prepared guitars (1989), Doberman 675
- Pastorale, 3 guitars (1991), Guitar Solo Publications 190
- Lyric Quartet, 4 guitars (1993), Berben 3669
- Introduction and Dance, 4 guitars (1995), Doberman 278
- Codex XV, 4 guitars or guitar ensemble (1998), Doberman 263
- The Snow Queen (A Musical Fairy Tale after H. C. Andersen), guitar ensemble (7) and narrator (2008), Doberman 669
- Pure Land, voice, flute and guitar (poetry by Patricia Capetola) (1981) Doberman 681
- Crow, voice, flute, guitar and bass (poetry by Ted Hughes) (1990), Doberman 269
- Five Songs on poetry by Gabriela Mistral, voice and guitar (1991), Doberman 318
- Metamorphoses, harp and guitar (1993), Berben 3777
- Like a String of Jade Jewels (Six Native American Songs), voice and guitar (1994), Doberman 306
- Do the Dead Know What Time it is? (poetry by Kenneth Patchen), voice and guitar (1996), Doberman 296
- And Yet…., flute, koto and guitar (flute and 2 guitars) (1997), Doberman 236
- Sevdalinka, 2 guitars and string quartet (1999), Doberman 406
- Byzantine Theme and Variations, guitar and string quartet (2002), Doberman 453
- Games, (poetry by Vasko Popa), voice, flute, guitar, bass and percussion (2) (2002), Doberman 465

Guitare avec orchestre
- Concerto, guitar and string orchestra (1979), Doberman 400
- Prayers, 2 guitars and string orchestra (2005), Doberman 570
- Kaleidoscope, concerto for guitar and chamber ensemble (2008), Doberman 659
- No Feathers on This Frog, 2 guitars and symphonic orchestra (1990), Doberman 694

Divers
- Six Illuminations, piano (1994), Berben 3778
- Cantilena and Fantasia, piano (1995), Doberman 357
- Do the Dead Know What Time it is? (poetry by Kenneth Patchen), voice, flute, cello and piano (1996), Singidunum Music
- Balkan Mosaic, oboe, flute, violin, cello, keyboards and percussion (2000), Doberman 364
- Three Obfuscations, piano (2001), Doberman 397
- To Where Does The One Return?, 7 non- specified percussion instruments,(2001), Doberman 296
- Over The Face of The Water, piano 4 hands (2003), Singidunum Music
- Codex XV, string orchestra (2004), Doberman 486